# Josef Rauchenbichler
Josef Rauchenbichler (auch Joseph Rauchenbichler; * 5. Mai 1790 in Gernberg bei Ruhpolding; † 23. Januar 1858 in Frauenchiemsee) war ein deutscher römisch-katholischer Geistlicher und Schriftsteller.

## Leben
Rauchenbichler war Sohn wohlhabender Bauern. Er absolvierte das Gymnasium von Salzburg und studierte an der dortigen Hochschule Philosophie. Von dort rückte er 1813 zu den Befreiungskriegen ein. Er wurde zwar in der Schlacht bei Hanau am 30. Oktober 1813 verwundet, nahm aber bereits wieder an der Belagerung von Hüningen 1813/1814 teil. 1815 wurde er zunächst zum Leutnant und kurz darauf zum Hauptmann und Festungskommandanten von Rosenberg befördert. Jedoch blieb er auch in diesem Amt nur kurz tätig. Am 11. April 1815 erhielt er die ehrenvolle Entlassung aus dem Bayerischen Heer, um sich an der Universität Landshut dem Studium der Theologie widmen zu können. Am 8. Juni 1818 erfolgte seine Priesterweihe.
Rauchenbichler kam 1818 als Kaplan nach Berchtesgaden, 1822 als Collaborator nach Trostberg und 1827 als solcher nach Laufen. Jeweils erfreute er sich als Geistlicher großer Beliebtheit. 1832 kam er als Beichtvater an das Ursulinenkloster Landshut, bevor er 1837 an das wiedererrichtete Benediktinerinnenkloster Frauenchiemsee als Beichtvater wechselte. 1844 wurde er von der dortigen Regierung nach Luzern berufen, um dort ein Ursulinenkloster aufzubauen. In den Jahren 1854 und 1856 wurde er vom Bischof von Siebenbürgen, Hajnald, zur Reform des Ursulinenklosters Hermannstadt nach Siebenbürgen geholt. Jeweils kehrte er nach Frauenchiemsee zurück. Dort lebte er bis zu seinem Tod.
Rauchenbichler war ein fruchtbarer Schriftsteller für Erziehungs- und Erbauungsliteratur.

## Werke (Auswahl)
- Das Leben des heiligen Joseph’s, Nähr-Vaters Jesu Christi, Wolff, Augsburg 1831.
- Auserlesene Erzählungen und fromme Sagen für Söhne und Töchter zu Erweckung und Befestigung eines gottesfürchtigen Sinnes und Wandels, Wolff, Regensburg 1833.
- Die christliche Tugendschule: ein geistliches Lese- und Erbauungs-Buch für katholische Söhne und Töchter, 2 Bände, Kollmann, Augsburg 1834.
- Andächtige Betrachtungen über die gnadenreiche Geburt unsers Herrn und Heilandes Jesu Christi: Mit Meßandachten, Gebeten und Gesängen, Manz, Landshut 1835.
- Bilder christlicher Frömmigkeit zur Erweckung eines religiösen Sinnes in den jugendlichen Herzen, Wolff, Augsburg 1835.
- Gesänge der Heiligen, Attenkofer, Landshut 1837.
- Kurze Weise, das tägliche Leben nach Gottes Wohlgefallen einzurichten, Attenkofer, Landshut 1839.
- Leitfaden der Erziehung: zunächst für Lehrerinen in den geistlichen Erziehungs-Anstalten der weiblichen Jugend, Attenkofer, Landshut 1840.
- Lehrbuch der teutschen Sprache und Rechtschreibung, Attenkofer, Landshut 1841.
- Die Bücher der heiligen Schrift des alten Testaments, Landshut 1843.
- Büchlein von der Freundschaft, Thomann, Landshut 1845.
- Betrachtungen über den Prediger Salomon von der Eitelkeit aller Dinge, Thomann, Landshut 1847.
- Buch von der christlichen Erziehung der Kinder nach katholischen Grundsätzen, Manz, Regensburg 1850.